# Muserola
La muserola (del francès muserolle) és la corretja que es col·loca a 3 o 4 polzades damunt el nas d'un cavall. Fa ofici d'una espècie de cabeçó suau i tou.
Va travessada per les branques de la brida, envolta la part inferior del cap i es tanca per mitjà d'una sivella col·locada damunt de la barbada.
De cops impedeix en part el joc de les dues branques de la brida, que manté en una posició fixa, augmentant així l'efecte del mos amb la pressió suau que exerceix sobre el nas del cavall quan el cavaller se serveix de la brida.
Als cavalls destinats a l'assetjament de caps de bestiar braus, a Andalusia, els posen una serreta en la muserola que els impedeix d'obrir la boca i evita l'acció del mos.